# Gerhard Oestreich
Pour les articles homonymes, voir Oestreich.
Gotthold Herbert Gerhard Oestreich (né le 2 mai 1910 à Zehden-sur-l'Oder et mort le 5 février 1978 à Kochel am See) est un historien allemand spécialisé dans le début de la période moderne  Oestreich occupe des chaires d'histoire des théories politiques à l'Institut Otto-Suhr de Berlin (1960-1962), d'histoire médiévale et moderne à l'Université de Hambourg (1962-1966) et d'histoire moderne à l'Université de Marbourg (1966-1975). Dans les années 1960 et 1970, il est l'un des représentants les plus influents de la recherche allemande émergente sur le début de la période moderne.

## Biographie
Gerhard Oestreich est le fils d'un pasteur. Sa mère travaille comme enseignante. Après la mort de son père en 1912, la famille s'installe à Berlin. En 1929, il passe son Abitur au lycée d'Helmholtz. Oestreich étudie ensuite l'histoire, l'allemand, les études religieuses et la philosophie à Berlin et au semestre d'été de 1935 à Heidelberg. Il est particulièrement influencé par les professeurs universitaires Robert Holtzmann (de), Hermann Oncken et Fritz Hartung. Il obtient son doctorat auprès de Hartung à Berlin en 1935 avec une thèse d'histoire administrative sur le Conseil privé brandebourgeois-prussien depuis l'avènement du Grand Électeur jusqu'à la réorganisation de 1651. En tant que membre de la DFG, il travaille de 1935 à 1939 à la publication des lettres du réformateur de l'armée prussienne Gerhard von Scharnhorst. Les résultats de l'édition sont perdus en 1945. Oestreich est également employé de 1935 à 1939 comme assistant à l'Institut de politique militaire de l'Université de Berlin. Il tente d'y implanter la nouvelle discipline de « l'histoire militaire ». Son habilitation échoue en raison de l'état de guerre à Berlin. En 1939, Oestreich est enrôlé dans l'armée. Pendant la Seconde Guerre mondiale, il est fait prisonnier par les Américains.
De 1947 à 1949, Oestreich est chercheur associé pour la "Deutsche Literaturzeitung" à l'Académie allemande des sciences. En 1949, il prend la direction de la rédaction scientifique de Walter de Gruyter et publie « Kürschners Gelehrtenkalender » de 1950 à 1954 et « Minerva. Jahrbuch der Gelehrten Welt". Il est habilité en 1954 à l'Université libre de Berlin avec l'ouvrage Antiker Geist und moderner Staat bei Justus Lipsius (1547 bis 1606), qui ne sera publié qu'à titre posthume (1989). À l'Université allemande de politique, il enseigne d'abord comme maître de conférences puis comme maître de conférences en diététique. En 1958, il est nommé professeur associé. En 1960, Oestreich est nommé professeur associé à la nouvelle chaire d'histoire des théories politiques de l'Institut Otto-Suhr ; un an plus tard est nommé professeur titulaire. D'avril 1962 à décembre 1966, il occupe une chaire d'histoire médiévale et moderne au département d'histoire de l'université de Hambourg (de). Il enseigne ensuite jusqu'à sa retraite en 1975 en tant que professeur d'histoire moderne à l'Université de Marbourg. Au semestre d'hiver 1966/67, il a refusé une nomination à l'Université Justus-Liebig de Gießen. Dans les années 1960, Oestreich est l'un des rédacteurs fondateurs de la revue juridique et historique Der Staat. Parmi ses étudiants universitaires à Hambourg et à Marbourg figurent l'historien constitutionnel Hartwig Brandt (de) et les premiers chercheurs modernes Thomas Klein et Kersten Krüger (de).
Oestreich est considéré comme l'un des co-créateurs du "début de l'ère moderne" en tant que discipline distincte au sein de la science historique. Avec le concept de « discipline sociale » qu'il invente, il fournit un concept d'interprétation du processus de nationalisation de l'époque moderne. Ses travaux sur le parlementarisme primitif, l'histoire des droits de l'homme et la recherche sur le statut sont révolutionnaires. Son aperçu de l'histoire constitutionnelle, « Verfassungsgeschichte vom Ende des Mittelalters bis zum Ende des alten Reiches » dans « Gebhardt (de) », le Manuel d'histoire allemande (1955), est également fondamental. Oestreich publie les Gesammelten Abhandlungen par l'historien constitutionnel et social Otto Hintze en trois volumes de 1962 à 1967. Il est l'auteur de la première monographie en langue allemande proposant une "Histoire des droits de l'homme et des libertés fondamentales" générale et comparée. Il est membre de la Commission Internationale pour l'Histoire des Assemblées d'État, de la Société Johannes-Althusius et du Nederlands Historisch Genootschap.
Oestreich est marié à Brigitta Oestreich (1925-2011), qui publie diverses études et une édition sur l'historienne Hedwig Hintze. Il est enterré dans l'ancien cimetière du village de Kochel am See. En 1994, sa veuve créé une Fondation Oestreich à l'Université de Rostock en son honneur. La fondation soutient la recherche historique dans le domaine de l'époque moderne.

## Travaux (sélection)
Une liste de publications est parue dans : Brigitta Oestreich (éd. ): Strukturprobleme der frühen Neuzeit. Ausgewählte Aufsätze. Duncker & Humblot, Berlin 1980,  (ISBN 3-428-04635-8), pp. 403-429.
Monographies
- Der brandenburgisch-preußische Geheime Rat vom Regierungsantritt des Großen Kurfürsten bis zu der Neuordnung im Jahre 1651. Eine behördengeschichtliche Studie (= Berliner Studien zur neueren Geschichte. H. 1, ZDB-ID 1449128-x). Triltsch, Würzburg-Aumühle 1937 (Zugleich: Berlin, Universität, Dissertation).
- Die Idee der Menschenrechte in ihrer geschichtlichen Entwicklung (= Geist und Wissen. Bd. 6, ZDB-ID 254464-7). Völker, Düsseldorf 1951.
- Geschichte der Menschenrechte und Grundfreiheiten im Umriß (= Historische Forschungen. Bd. 1,  (ISSN 0344-2012)). Duncker & Humblot, Berlin 1968.
- Das Reich – Habsburgische Monarchie – Brandenburg-Preußen von 1648 bis 1803. In: Theodor Schieder (Hrsg.): Handbuch der europäischen Geschichte. Bd. 4: Fritz Wagner (de) (Hrsg.): Europa im Zeitalter des Absolutismus und der Aufklärung. Union-Verlag u. a., Stuttgart 1968, S. 378–475 (Auch Sonderdruck).
- Geist und Gestalt des frühmodernen Staates. Ausgewählte Aufsätze. Duncker & Humblot, Berlin 1969.
- Friedrich Wilhelm, der Große Kurfürst (= Persönlichkeit und Geschichte. Bd. 65). Musterschmidt, Göttingen u. a. 1971,  (ISBN 3-7881-0065-6).
- Verfassungsgeschichte vom Ende des Mittelalters bis zum Ende des alten Reiches (= Handbuch der deutschen Geschichte. Bd. 11 = dtv 4211 Wissenschaftliche Reihe). Deutscher Taschenbuch-Verlag, München 1974,  (ISBN 3-423-04211-7) (Mehrere Auflagen).
- Friedrich Wilhelm I. Preußischer Absolutismus, Merkantilismus, Militarismus (= Persönlichkeit und Geschichte. Bd. 96/97). Musterschmidt, Göttingen u. a. 1977,  (ISBN 3-7881-0096-6).
- Strukturprobleme der frühen Neuzeit. Ausgewählte Aufsätze. Hrsg. von Brigitta Oestreich. Duncker & Humblot, Berlin 1980,  (ISBN 3-428-04635-8).
- Antiker Geist und moderner Staat bei Justus Lipsius (1547–1606). Der Neustoizismus als politische Bewegung (= Schriftenreihe der Historischen Kommission bei der Bayerischen Akademie der Wissenschaften. Bd. 38). Hrsg. und eingeleitet von Nicolette Mout. Vandenhoeck & Ruprecht, Göttingen 1989 (zugleich: Habilitationsschrift, Freie Universität Berlin, 1954),  (ISBN 3-525-35938-1).

Rédaction
- Otto Hintze: Gesammelte Abhandlungen. 2., erweiterte Auflage. 3 Bände. Vandenhoeck & Ruprecht, Göttingen 1962–1967;
  - Band 1: Staat und Verfassung. Gesammelte Abhandlungen zur allgemeinen Verfassungsgeschichte. 1962;
  - Band 2: Soziologie und Geschichte. Gesammelte Abhandlungen zur Soziologie, Politik und Theorie der Geschichte. 1964;
  - Band 3: Regierung und Verwaltung. Gesammelte Abhandlungen zur Staats-, Rechts- und Sozialgeschichte Preussens. Mit Personen- und Sachregister zu den Gesammelten Abhandlungen Bd. 1–3. 1967.